# Duracska Reka
Duracska Reka (macedónul: Дурачка Река) település Észak-Macedóniában, a Északkeleti körzetben, Kriva Palanka községben.

## Népesség
| Lakosok száma | 857  | 936  | 715  | 654  | 465  | 377  | 363  | 290  | 250  |
|               | 1948 | 1953 | 1961 | 1971 | 1981 | 1991 | 1994 | 2002 | 2021 |

- 2002-ben 290 lakosa volt, akik közül 289 macedón és 1 vlach.